# Ricardo Ávila
Ricardo „Pepe” Guardia Ávila (ur. 4 stycznia 1997 w mieście Panama) – panamski piłkarz występujący na pozycji defensywnego lub środkowego pomocnika, reprezentant Panamy, od 2024 roku zawodnik UMECIT.

## Kariera klubowa
Ávila jest wychowankiem klubu Chorrillo FC. Do pierwszej drużyny został włączony w wieku osiemnastu lat przez szkoleniowca Julio Medinę III i w Liga Panameña zadebiutował 16 stycznia 2015 w zremisowanym 1:1 spotkaniu z Independiente La Chorrera. Już po kilku miesiącach mimo młodego wieku wywalczył sobie pewne miejsce w składzie i premierowego gola w najwyższej klasie rozgrywkowej strzelił 17 sierpnia 2015 w wygranej 2:1 konfrontacji z Chepo. W jesiennym sezonie Apertura 2015 zdobył z Chorrillo tytuł wicemistrza Panamy, a pół roku później – w wiosennym sezonie Clausura 2016 – powtórzył to osiągnięcie. W rozgrywkach ligi panamskiej dał się poznać jako zdolny, lewonożny zawodnik, mogący występować zarówno na pozycji defensywnego pomocnika, jak i obrońcy.
W sierpniu 2016 Ávila został wypożyczony na pół roku (z opcją wykupu) do słoweńskiego FC Koper. Tam zanotował jednak nieudany pobyt – nie zanotował żadnego występu, a jego wypożyczenie zostało skrócone już po dwóch miesiącach. Przez kolejne miesiące był łączony z europejskimi klubami – w marcu 2017 ogłoszono jego transfer do CD Tenerife, lecz ostatecznie do przenosin nie doszło i kilka dni później zawodnik podpisał dwuletnią umowę z belgijskim KAA Gent. Dołączył tym samym do występującego w akademii juniorskiej tego klubu swojego rodaka José Luisa Rodrígueza. W maju 2017 podpisał wstępny kontrakt wypożyczenia z angielskim Fulham FC, lecz ostatecznie transfer upadł i gracz pozostał w Gent.

## Kariera reprezentacyjna
W lutym 2017 Ávila został powołany przez Nelsona Gallego do reprezentacji Panamy U-20 na Mistrzostwa Ameryki Południowej U-20. Uprzednio występował w środkowoamerykańskich kwalifikacjach do tego turnieju, podczas których rozegrał wszystkie cztery mecze i strzelił gola z rzutu karnego w meczu z Hondurasem (1:1). Na finałowym turnieju rozgrywanym w Kostaryce również był kluczowym graczem drużyny narodowej i wystąpił we wszystkich możliwych pięciu spotkaniach (w pełnym wymiarze czasowym), zdobywając po dwie bramki w meczach rundy grupowej z Saint Kitts i Nevis (4:0) i Haiti (3:1). Cztery zdobyte gole (z czego trzy z rzutów karnych) dały mu tytuł wicekróla strzelców turnieju, lecz jego kadra odpadła z turnieju w rundzie finałowej i nie awansowała tym samym na Mistrzostwa Świata U-20 w Korei Płd.
W seniorskiej reprezentacji Panamy Ávila zadebiutował za kadencji selekcjonera Hernána Darío Gómeza, 10 sierpnia 2016 w zremisowanym 0:0 meczu towarzyskim z Gwatemalą.